# Wijsheid van Jezus Christus
De Wijsheid van Jezus Christus is een gnostisch geschrift, dat in twee Koptische vertalingen bekend is. De eerste vertaling werd in 1896 gevonden nabij Achmim en maakt deel uit van de Berlijnse Codex. De tweede Koptische vertaling was onderdeel van de vondst van de Nag  Hammadigeschriften in 1945. Van de oorspronkelijk Griekse tekst zijn drie fragmenten bekend die gevonden werden nabij Oxyrhynchus en deel uitmaken van de Oxyrhynchus papyri.
In 1945 werden bij Nag Hammadi ook twee Koptische vertalingen van het geschrift Eugnostus de Gelukzalige gevonden. Er werd daarna duidelijk dat de tekst van de  Wijsheid van Jezus Christus een bewerkte vorm is van de tekst van  Eugnostus de Gelukzalige. De laatste tekst moet geschreven zijn door een joodse gnosticus in de eerste decennia van de tweede eeuw in Alexandrië. De  Wijsheid van Jezus Christus is duidelijk een christelijke tekst. In de vertelling ontmoet Jezus twaalf mannelijke en zeven vrouwelijke leerlingen en antwoordt op hun vragen. De tekst van  Eugnostus de Gelukzalige is omgevormd tot de antwoorden die Jezus geeft. De oorspronkelijk Griekse tekst van de  Wijsheid van Jezus Christus moet in de tweede helft van de tweede of begin derde eeuw geschreven zijn. 
De beschrijving van het pleroma is in beide teksten voor het grootste deel identiek. In de gnostiek is pleroma de benaming voor de volheid, de structuur en  verblijfplaats van de goddelijke wereld. In de  Wijsheid van Jezus Christus wordt echter de Verlosser in tegenstelling met Eugnostus de Gelukzalige  nadrukkelijk met Jezus Christus geïdentificeerd. In  Eugnostus de Gelukzalige wordt wel een breuk in het pleroma en de altijd daarop volgende schepping van de wereld en de mens door een demiurg verondersteld maar niet beschreven. In de Wijsheid van Jezus Christus wordt die breuk en de gevolgen wel beschreven. 
In de tekst wordt zoals vaak in de gnostiek seksualiteit en voortplanting afgewezen. Het wordt gezien als een instrument van de demiurg om mensen geestelijk gevangen te houden, zodat zij niet tot de verlossing komen. Wie afziet van seksualiteit en voortplanting en dus tot de zuivere gnosis komt zal opstijgen en  in de Ongeboren Vader rusten. Wie maar voor een deel tot gnosis is gekomen zal slechts in de achtste hemelsfeer rusten. Het is mogelijk dat hiermee niet-gnostische christenen worden bedoeld, die dus slechts tot een gedeeltelijke verlossing kunnen komen.